# Прохоров, Михаил Семёнович
Михаи́л Семёнович Про́хоров (8 ноября 1915, с. Новоалексеевка, ныне Хобдинский район, Актюбинская область — 11 мая 1987, Актюбинск) — командир орудия 152-го гвардейского истребительно-противотанкового артиллерийского полка 4-го гвардейского кавалерийского корпуса 2-го Украинского фронта, гвардии старший сержант, Герой Советского Союза.

## Биография
Родился 8 ноября 1915 года в крестьянской семье. Русский. В 1934 году окончил среднюю школу, работал счетоводом, бухгалтером на Астраханской МТС.
В Красной Армии с 1940 года. На фронтах Великой Отечественной войны 1943 года.
Сражался под Львовом и Владикавказом, Новороссийском и Брестом, с боями прошёл Румынию, Венгрию, воевал за освобождение чехословацких городов Братиславы и Брно.
В апреле 1944 года командование поставило гвардейскому полку задачу — зайти в тыл противника и занять в районе села Беляевка переправу через Днестр. Ночью батарея, в которой служил Михаил Прохоров, совершила обходный манёвр и оборудовала удобные огневые позиции. На рассвете гитлеровская пехота при поддержке самоходных орудий предприняла ожесточенные атаки, но все они были отбиты советскими бойцами. Командир расчёта Михаил Прохоров уничтожил в этом бою две вражеские самоходные пушки и до 30 немецких солдат и офицеров.
В конце сентября 1944 года войска 2-го Украинского фронта начали боевые действия на территории Венгрии. На одном из участков фронта в обход конно-механизированной группы, в которой командиром орудия служил М. С. Прохоров, гитлеровцы пустили до 15 танков и несколько бронетранспортеров. Расчёт Прохорова выдвинулся на открытую огневую позицию и не пропустил танки врага к шоссе, связывающему город Деречке с хутором Тепе. Четыре вражеских танка, подбитые артиллеристами старшего сержанта Прохорова, так и не достигли позиций нашей пехоты. Умело действовал орудийный расчёт и при отражении контратак в районе Надькалло.
Указом Президиума Верховного Совета СССР от 28 апреля 1945 года за доблесть, мужество и высокое воинское мастерство, проявленные в боях на венгерской земле, гвардии старшему сержанту Прохорову Михаилу Семёновичу присвоено звание Героя Советского Союза с вручением ордена Ленина и медали «Золотая Звезда».
После войны старший сержант Прохоров демобилизован. Жил и работал в городе Актюбинск.

## Память
Именем Героя Советского Союза М. С. Прохорова названа улица в городе Актобе Республики Казахстан.